# Championnats du monde de triathlon 2006
Les Championnats du monde de triathlon 2006 présentent les résultats des championnats mondiaux de Triathlon en 2006 organisés par la fédération internationale de triathlon.
Ces 18e championnats se sont déroulés à Lausanne en Suisse le 2 septembre 2006.

## Résultats

### Élite

#### Hommes
| Rang   | Athlète                | Nationalité      | Natation    | T1   | Vélo            | T2   | Course à pied | Temps           |
| ------ | ---------------------- | ---------------- | ----------- | ---- | --------------- | ---- | ------------- | --------------- |
| Or     | Tim Don                | Royaume-Uni      | 17 min 30 s | 48 s | 1 h 01 min 58 s | 31 s | 30 min 47 s   | 1 h 51 min 32 s |
| Argent | Hamish Carter          | Nouvelle-Zélande | 17 min 19 s | 51 s | 1 h 02 min 05 s | 32 s | 31 min 02 s   | 1 h 51 min 49 s |
| Bronze | Frédéric Belaubre      | France           | 17 min 15 s | 46 s | 1 h 02 min 15 s | 31 s | 31 min 25 s   | 1 h 52 min 12 s |
| 4      | Kris Gemmell           | Nouvelle-Zélande | 17 min 42 s | 48 s | 1 h 01 min 46 s | 32 s | 32 min 15 s   | 1 h 53 min 01 s |
| 5      | Volodymyr Polikarpenko | Ukraine          | 17 min 22 s | 52 s | 1 h 03 min 16 s | 34 s | 31 min 01 s   | 1 h 53 min 04 s |
| 6      | Peter Robertson        | Australie        | 17 min 25 s | 46 s | 1 h 03 min 25 s | 33 s | 30 min 59 s   | 1 h 53 min 06 s |
| 7      | Hunter Kemper          | États-Unis       | 17 min 33 s | 50 s | 1 h 03 min 06 s | 33 s | 31 min 06 s   | 1 h 53 min 07 s |
| 8      | Daniel Unger           | Allemagne        | 17 min 28 s | 47 s | 1 h 02 min 02 s | 32 s | 32 min 24 s   | 1 h 53 min 11 s |
| 9      | Andrew Johns           | Royaume-Uni      | 17 min 45 s | 50 s | 1 h 02 min 55 s | 32 s | 31 min 21 s   | 1 h 53 min 20 s |
| 10     | Javier Gómez           | Espagne          | 17 min 26 s | 51 s | 1 h 03 min 13 s | 32 s | 31 min 27 s   | 1 h 53 min 27 s |

#### Femmes
| Rang   | Athlète           | Nationalité      | Natation    | T1   | Vélo            | T2   | Course à pied | Temps           |
| ------ | ----------------- | ---------------- | ----------- | ---- | --------------- | ---- | ------------- | --------------- |
| Or     | Emma Snowsill     | Australie        | 19 min 14 s | 54 s | 1 h 09 min 48 s | 35 s | 33 min 35 s   | 2 h 04 min 02 s |
| Argent | Vanessa Fernandes | Portugal         | 19 min 06 s | 53 s | 1 h 09 min 54 s | 33 s | 34 min 24 s   | 2 h 04 min 48 s |
| Bronze | Felicity Abram    | Australie        | 20 min 18 s | 56 s | 1 h 08 min 38 s | 37 s | 34 min 46 s   | 2 h 05 min 13 s |
| 4      | Lauren Groves     | Canada           | 19 min 12 s | 51 s | 1 h 09 min 52 s | 35 s | 34 min 57 s   | 2 h 05 min 24 s |
| 5      | Nadia Cortassa    | Italie           | 19 min 57 s | 56 s | 1 h 09 min 01 s | 40 s | 34 min 56 s   | 2 h 05 min 28 s |
| 6      | Andrea Whitcombe  | Royaume-Uni      | 19 min 12 s | 56 s | 1 h 09 min 47 s | 40 s | 35 min 14 s   | 2 h 05 min 46 s |
| 7      | Joelle Franzmann  | Allemagne        | 19 min 05 s | 54 s | 1 h 09 min 54 s | 32 s | 35 min 40 s   | 2 h 06 min 05 s |
| 8      | Laura Bennett     | États-Unis       | 19 min 02 s | 53 s | 1 h 10 min 00 s | 32 s | 35 min 51 s   | 2 h 06 min 16 s |
| 9      | Tania Haiböck     | Autriche         | 20 min 07 s | 56 s | 1 h 08 min 51 s | 36 s | 35 min 50 s   | 2 h 06 min 20 s |
| 10     | Andrea Hewitt     | Nouvelle-Zélande | 19 min 12 s | 53 s | 1 h 09 min 50 s | 36 s | 36 min 05 s   | 2 h 06 min 33 s |

### Moins de 23 ans

#### Hommes
| Rang   | Athlète            | Nationalité | Natation    | T1   | Vélo            | T2   | Course à pied | Temps           |
| ------ | ------------------ | ----------- | ----------- | ---- | --------------- | ---- | ------------- | --------------- |
| Or     | William Clarke     | Royaume-Uni | 17 min 51 s | 51 s | 1 h 05 min 14 s | 31 s | 33 min 04 s   | 1 h 57 min 30 s |
| Argent | Nathan Campbell    | Australie   | 18 min 38 s | 51 s | 1 h 05 min 34 s | 31 s | 32 min 31 s   | 1 h 58 min 08 s |
| Bronze | Dan Wilson         | Australie   | 18 min 38 s | 51 s | 1 h 05 min 34 s | 31 s | 32 min 45 s   | 1 h 58 min 23 s |
| 4      | Ivan Vasiliev      | Russie      | 17 min 46 s | 51 s | 1 h 05 min 19 s | 34 s | 34 min 27 s   | 1 h 58 min 59 s |
| 5      | Přemysl Švarc      | Tchéquie    | 17 min 57 s | 56 s | 1 h 06 min 12 s | 31 s | 33 min 30 s   | 1 h 59 min 07 s |
| 6      | Manuel Huerta      | États-Unis  | 18 min 40 s | 51 s | 1 h 05 min 34 s | 32 s | 33 min 40 s   | 1 h 59 min 19 s |
| 7      | Matthew Seymour    | États-Unis  | 17 min 47 s | 53 s | 1 h 06 min 25 s | 34 s | 34 min 00 s   | 1 h 59 min 43 s |
| 8      | Oliver Freeman     | Royaume-Uni | 17 min 56 s | 51 s | 1 h 06 min 18 s | 31 s | 34 min 21 s   | 1 h 59 min 58 s |
| 9      | Charles Rusterholz | Suisse      | 18 min 04 s | 48 s | 1 h 06 min 11 s | 34 s | 34 min 24 s   | 2 h 00 min 05 s |
| 10     | Jan Janour         | Tchéquie    | 18 min 37 s | 53 s | 1 h 05 min 34 s | 32 s | 34 min 38 s   | 2 h 00 min 15 s |

#### Femmes
| Rang   | Athlète        | Nationalité      | Natation    | T1         | Vélo            | T2   | Course à pied | Temps           |
| ------ | -------------- | ---------------- | ----------- | ---------- | --------------- | ---- | ------------- | --------------- |
| Or     | Erin Densham   | Australie        | 19 min 36 s | 52 s       | 1 h 12 min 19 s | 37 s | 34 min 54 s   | 2 h 08 min 19 s |
| Argent | Emma Moffatt   | Australie        | 18 min 48 s | 54 s       | 1 h 13 min 06 s | 35 s | 34 min 59 s   | 2 h 08 min 21 s |
| Bronze | Nicky Samuels  | Nouvelle-Zélande | 19 min 14 s | 48 s       | 1 h 12 min 47 s | 36 s | 35 min 09 s   | 2 h 08 min 33 s |
| 4      | Vanessa Raw    | Royaume-Uni      | 19 min 03 s | 56 s       | 1 h 12 min 47 s | 34 s | 36 min 00 s   | 2 h 09 min 21 s |
| 5      | Lisa Nordén    | Suède            | 19 min 36 s | 53 s       | 1 h 12 min 18 s | 38 s | 36 min 24 s   | 2 h 09 min 48 s |
| 6      | Rosie Clarke   | Royaume-Uni      | 19 min 36 s | 56 s       | 1 h 12 min 17 s | 35 s | 36 min 56 s   | 2 h 10 min 19 s |
| 7      | Jasmine Oeinck | États-Unis       | 19 min 16 s | 1 min 04 s | 1 h 12 min 29 s | 38 s | 37 min 32 s   | 2 h 10 min 58 s |
| 8      | Lisa Hütthaler | Autriche         | 20 min 57 s | 1 min 02 s | 1 h 12 min 03 s | 38 s | 37 min 14 s   | 2 h 11 min 54 s |
| 9      | Keiko Tanaka   | Japon            | 19 min 19 s | 53 s       | 1 h 12 min 36 s | 36 s | 39 min 13 s   | 2 h 12 min 36 s |
| 10     | Kathrin Müller | Allemagne        | 19 min 46 s | 1 min 00 s | 1 h 14 min 06 s | 38 s | 37 min 36 s   | 2 h 13 min 06 s |

### Junior

#### Hommes
| Rang   | Athlète               | Nationalité      | Natation   | T1         | Vélo        | T2         | Course à pied | Temps       |
| ------ | --------------------- | ---------------- | ---------- | ---------- | ----------- | ---------- | ------------- | ----------- |
| Or     | Alistair Brownlee     | Royaume-Uni      | 8 min 58 s | 1 min 26 s | 31 min 09 s | 1 min 44 s | 15 min 47 s   | 59 min 03 s |
| Argent | Alexander Bryukhankov | Russie           | 8 min 49 s | 1 min 26 s | 31 min 19 s | 1 min 40 s | 16 min 04 s   | 59 min 16 s |
| Bronze | João Silva            | Portugal         | 9 min 01 s | 1 min 28 s | 31 min 04 s | 1 min 43 s | 16 min 09 s   | 59 min 24 s |
| 4      | Piotr Grzegorzek      | Pologne          | ?          | ?          | ?           | ?          | ?             | 59 min 30 s |
| 5      | Artem Parienko        | Russie           | 9 min 07 s | 1 min 25 s | 31 min 00 s | 1 min 45 s | 16 min 22 s   | 59 min 38 s |
| 6      | Ritchie Nicholls      | Royaume-Uni      | 9 min 38 s | 1 min 28 s | 30 min 47 s | 1 min 46 s | 16 min 00 s   | 59 min 39 s |
| 7      | Étienne Diemunsch     | France           | 9 min 45 s | 1 min 21 s | 30 min 48 s | 1 min 40 s | 16 min 10 s   | 59 min 42 s |
| 8      | Will Curtayne         | Nouvelle-Zélande | 8 min 58 s | 1 min 23 s | 31 min 10 s | 1 min 35 s | 16 min 39 s   | 59 min 45 s |
| 9      | Andrea Secchiero      | Italie           | 8 min 56 s | 1 min 29 s | 31 min 09 s | 1 min 41 s | 16 min 32 s   | 59 min 45 s |
| 10     | Lukas Salvisberg      | Suisse           | 9 min 06 s | 1 min 18 s | 31 min 09 s | 1 min 33 s | 16 min 41 s   | 59 min 46 s |

#### Femmes
| Rang   | Athlète             | Nationalité | Natation    | T1         | Vélo        | T2         | Course à pied | Temps           |
| ------ | ------------------- | ----------- | ----------- | ---------- | ----------- | ---------- | ------------- | --------------- |
| Or     | Kirsten Sweetland   | Canada      | 9 min 20 s  | 1 min 27 s | 35 min 14 s | 1 min 49 s | 18 min 09 s   | 1 h 05 min 58 s |
| Argent | Flora Duffy         | Bermudes    | 9 min 27 s  | 1 min 30 s | 35 min 13 s | 1 min 48 s | 18 min 09 s   | 1 h 06 min 07 s |
| Bronze | Rebecca Robisch     | Allemagne   | 10 min 16 s | 1 min 33 s | 34 min 24 s | 1 min 43 s | 18 min 19 s   | 1 h 06 min 12 s |
| 4      | Yuliya Yelistratova | Ukraine     | 10 min 08 s | 1 min 42 s | 34 min 24 s | 1 min 45 s | 18 min 29 s   | 1 h 06 min 26 s |
| 5      | Zsófia Tóth         | Hongrie     | 10 min 17 s | 1 min 39 s | 34 min 18 s | 1 min 46 s | 18 min 41 s   | 1 h 06 min 40 s |
| 6      | Charlotte Bonin     | Italie      | 9 min 33 s  | 1 min 27 s | 35 min 02 s | 1 min 52 s | 18 min 55 s   | 1 h 06 min 46 s |
| 7      | Charlotte Morel     | France      | 10 min 09 s | 1 min 30 s | 34 min 31 s | 1 min 45 s | 18 min 54 s   | 1 h 06 min 49 s |
| 8      | Daniela Ryf         | Suisse      | 9 min 32 s  | 1 min 18 s | 35 min 12 s | 1 min 45 s | 19 min 06 s   | 1 h 06 min 51 s |
| 9      | Zsófia Kovács       | Hongrie     | 10 min 13 s | 1 min 25 s | 34 min 38 s | 1 min 49 s | 18 min 56 s   | 1 h 07 min 01 s |
| 10     | Anais Moniz         | Portugal    | 9 min 46 s  | 1 min 30 s | 35 min 00 s | 1 min 50 s | 19 min 03 s   | 1 h 07 min 07 s |

## Tableau des médailles
| Rang  | Nation           | Or | Argent | Bronze | Total |
| ----- | ---------------- | -- | ------ | ------ | ----- |
| 1     | Royaume-Uni      | 3  | 0      | 0      | 3     |
| 2     | Australie        | 2  | 2      | 2      | 6     |
| 3     | Canada           | 1  | 0      | 0      | 1     |
| 4     | Nouvelle-Zélande | 0  | 1      | 1      | 2     |
| -     | Portugal         | 0  | 1      | 1      | 2     |
| 6     | Bermudes         | 0  | 1      | 0      | 1     |
| -     | Russie           | 0  | 1      | 0      | 1     |
| 8     | Allemagne        | 0  | 0      | 1      | 1     |
| -     | France           | 0  | 0      | 1      | 1     |
| Total | Total            | 6  | 6      | 6      | 18    |